# Telephanus gomyi
Telephanus gomyi là một loài bọ cánh cứng trong họ Silvanidae. Loài này được Thomas miêu tả khoa học năm 1992.